# Bexiga neurogênica
Bexiga neurogênica se refere à disfunção da bexiga urinária devido a doença do sistema nervoso central ou nervos periféricos envolvidos no controle da micção. A bexiga neurogênica pode ser hipoativa (incapaz de se contrair, não esvaziando adequadamente) ou hiperativa (esvaziando por reflexos incontroláveis). A bexiga neurogênica é causada por disfunções no sistema nervoso que afetam a capacidade da bexiga de armazenar e liberar adequadamente a urina. Essas disfunções podem resultar de lesões na medula espinhal, doenças neurológicas como a esclerose múltipla, a diabetes, o acidente vascular cerebral, entre outras patologias.
Os sintomas da bexiga neurogênica incluem incontinência urinária, incapacidade de esvaziar completamente a bexiga, micção frequente, urgência urinária, infecções urinárias recorrentes e retenção urinária.
A bexiga neurogênica pode levar a alterações renais se não for tratada adequadamente, pois a incapacidade de esvaziar completamente a bexiga pode resultar em refluxo de urina para os rins e consequente lesão renal. Além disso, infecções urinárias recorrentes também podem causar danos aos rins no longo prazo.
O tratamento da bexiga neurogênica depende da causa subjacente e pode incluir medicamentos para reduzir a hiperatividade da bexiga, cateterismo intermitente para esvaziar a bexiga, fisioterapia, intervenções cirúrgicas, entre outras opções.
A cura completa da bexiga neurogênica depende da gravidade do problema e da resposta ao tratamento. Em alguns casos, a condição pode ser controlada com sucesso, enquanto em outros casos pode ser crônica e requerer cuidados contínuos. É importante procurar aconselhamento médico adequado se você suspeitar de ter bexiga neurogênica, para receber o tratamento adequado e prevenir complicações a longo prazo.
https://www.msdmanuals.com/pt-br